# Rasmus Törnblom
Stig Rasmus Dag Törnblom, född 22 januari 1990 i Bromma församling, Stockholms län, är en svensk politiker och doktorand i historia vid Lunds Universitet. Han är för närvarande vice kommunstyrelseordförande i Lund. Från den 22 november 2014 till den 29 oktober 2016 var han Moderata ungdomsförbundets förbundsordförande.

## Politisk karriär
Törnblom blev medlem i Moderata ungdomsförbundet år 2005. Törnblom var riksordförande för Moderat skolungdom (MSU), en del av Moderata ungdomsförbundet 2009-2010. Som riksordförande satt han i MUF:s förbundsstyrelse.
Törnblom arbetade tidigare som politisk sekreterare för Moderaterna i Järfälla kommun och har studerat ekonomi och historia vid Stockholms universitet.

Törnblom skrev i januari 2013 i Svenska Dagbladet att det är självklart att vara både moderat och feminist. I samband med tillträdandet till posten som förbundsordförande förespråkade han "en generös asylpolitik". Törnblom kritiserade i november 2015 Moderaternas förslag att införa gränskontroller för inresande till Sverige. Bland annat skrev han följande i Expressen:
"Rent humant går det att ifrågasätta vad det är som egentligen föreslås. Många experter ifrågasätter om det är förenligt med att värna asylrätten. Att en sådan fråga ens uppstår och inte med kraft besvaras när förslaget presenteras är provocerande."
I januari 2016 uppmanade Törnblom i Dagens Industri Alliansen att fälla den rödgröna minoritetsregeringen. Moderata ungdomsförbundets andra vice ordförande Bodil Sidén avgick i protest, med argumentet att en sådan strategi skulle kräva att Sverigedemokraterna stödde Alliansen i riksdagen. Törnblom svarade att han och Sidén är överens om att inte samarbeta med Sverigedemokraterna, men att han vill byta ut den rödgröna regeringen snabbare. I en intervju för SVT Nyheter angav Törnblom att Alliansen skulle kunna regera genom att Sverigedemokraterna i vissa fall röstar på deras förslag, men att stödet också skulle kunna komma från Socialdemokraterna eller Miljöpartiet.
I februari 2017 startade Törnblom tillsammans med kommunikatören Elvira Hellsten "Valvinnarverkstan" som under valrörelsen 2018 hade som syftet att genom kommunikation hjälpa moderata lokalavdelningar att vinna val på kommunal såväl som regional nivå.
Under perioden 2019-2022 var Törnblom ordförande för utbildningsnämnden i Lunds kommun.
I valet 2022 bildade Moderaterna i Lund styre tillsammans med Socialdemokraterna med stöd av Kristdemokraterna, styret är det första blocköverskridande styret i Lunds historia. Törnblom blev då vice kommunstyrelseordförande i Lund efter Socialdemokraten Anders Almgren som blev kommunstyrelsens ordförande.